# Miss Take ~Boku wa Miss Take~
"Miss Take ~Boku wa Miss Take~" (MISS TAKE 〜僕はミス・テイク〜) é o trigésimo segundo single da banda japonesa de rock Buck-Tick, incluído no álbum Yume Miru Uchuu. Foi lançado em 4 de julho de 2012, ao mesmo tempo em que o álbum de tributo Parade II ~Respective Tracks of Buck-Tick~ foi lançado.

## Recepção
Alcançou a décima primeira posição nas paradas da Oricon Singles Chart, mantendo-se por quatro semanas.

## Faixas
| N.º            | Título                                                          | Letras         | Música         | Duração |  |
| 1.             | "Miss Take ~Boku wa Miss Take~" (MISS TAKE～僕はミス・テイク～) | Imai           | Imai           | 4:47    |  |
| 2.             | "Only You"                                                      | Imai           | Imai           | 4:04    |  |
| 3.             | "My baby Japanese -typeII-"                                     | Sakurai        | Hide           | 3:26    |  |
| Duração total: | Duração total:                                                  | Duração total: | Duração total: | 12:18   |  |

## Ficha técnica
- Atsushi Sakurai - vocal
- Hisashi Imai - guitarra solo
- Hidehiko "Hide" Hoshino - guitarra rítmica
- Yutaka "U-ta" Higuchi - baixo
- Yagami Toll - bateria